# Bembla
Bembla (en árabe: بنبلة‎) es un pueblo ubicado en la Gobernación de Monastir con una población de 16078 habitantes según el censo de 2014.

## Economía
La economía en Bembla se basa principalmente en la industria textil, donde es reconocido el centro de formación textil en el poblado.

## Personalidades
- Salem Bouhageb (1827-1924), abogado y reformador.